# Ludwik Dobija
Ludwik Dobija (15. července nebo 15. srpna 1873 Rybarzowice – 2. dubna 1944 Rybarzowice) byl rakouský politik polské národnosti z Haliče, na počátku 20. století poslanec Říšské rady, v poválečném období poslanec polského Sejmu.

## Biografie
Pocházel z rodiny majitele nemovitostí. Byl katolického vyznání. Vystudoval gymnázium v Bílsku a sloužil po deset měsíců v armádě u pěchotního regimentu. Zastával funkci člena okresního výboru, okresní školské rady. Byl cenzorem pobočky zemské banky. V 90. letech 19. století získal odborné vzdělání ve Vídni. Po návratu z armády pracoval jako pekař a mlynář. Byl členem obecní rady. V době svého působení v parlamentu je profesně uváděn jako pekařský mistr v Rybarzowicích.
Byl členem Křesťansko-lidové strany okolo Stanisława Stojałowského (později nazýváno Polskie Centrum Ludowe). Působil také coby poslanec Říšské rady (celostátního parlamentu Předlitavska), kam usedl ve volbách do Říšské rady roku 1907, konaných poprvé podle všeobecného a rovného volebního práva. Byl zvolen za obvod Halič 36. Mandát obhájil i ve volbách do Říšské rady roku 1911.
V roce 1907 je řazen mezi členy polského středu. Po volbách roku 1907 i 1911 byl na Říšské radě členem poslaneckého Polského klubu.
Za první světové války byl několikrát zatčen pro své politické aktivity v polském hnutí za nezávislost. V roce 1918 se stal komisařem polské likvidační komise. Podílel se na organizování polských ozbrojených jednotek a byl aktivním organizátorem během polsko-československé války o Těšínsko.
V letech 1922–1927 zasedal v polském Sejmu, kde byl členem klubu politické strany Związek Ludowo-Narodowy.